# Otto Diels
Otto Paul Hermann Diels (Hamburg, 1876. január 23. – Kiel, 1954. március 7.) német vegyész. Legjelentősebb munkáját Kurt Alderrel közösen végezte a Diels–Alder-reakcióval, a diénszintézis módszerével kapcsolatban. 1950-ben kémiai Nobel-díjjal tüntették ki, Kurt Alderrel közösen, „a diénszintézis felfedezéséért és kifejlesztéséért”.

## Életrajz
Otto Diels 1876. január 23-án született Hamburgban, a Német Császárságban. Kétéves korában a család Berlinbe költözött, ahol apja professzori kinevezést kapott. 1882-től 1895-ig a berlini Joachimsthalsches Gymnasiumban végezte iskolai tanulmányait. 1895-ben a Berlini Egyetemre ment, ahol Emil Fischer irányítása alatt más természettudományos tárgyak mellett kémiát is tanult, és 1899-ben lediplomázott. Azonnal kinevezték a Berlini Egyetem Kémiai Intézetének asszisztensévé, majd 1904-ben egyetemi oktató lett. 1906-ban  professzorrá léptették elő, majd 1913-ban tanszékvezetővé nevezték ki. A Berlini Egyetemen maradt 1915-ig, amikor a következő évben a Kieli Egyetemen vállalt állást, ahol a Kémiai Intézet professzora és igazgatója lett. Itt maradt 1945-ös nyugdíjazásáig.